# Eddie Acuff
Edward DeKalb Acuff (* 3. Juni 1908 in Caruthersville, Missouri, USA; † 17. Dezember 1956 in Hollywood, Kalifornien, USA) war ein US-amerikanischer Schauspieler.

## Leben und Werk
Eddie Acuff begann seine Karriere als Schauspieler am Theater. Von 1932 bis 1934 trat er in sechs verschiedenen Produktionen am Broadway auf. Ab 1934 hatte er einen Vertrag bei Warner Bros., wo er bis 1938 blieb. Danach arbeitete er als unabhängiger Schauspieler. Seinen ersten Filmauftritt hatte er in Dickschädel. In 19 Jahren (1934 bis 1952) kam er laut der IMDb auf fast 300 Filmauftritte, es waren allerdings durchgehend Nebenrollen, oft auf der komödiantischen Seite. Er war in Filmen wie Der versteinerte Wald, Geheimbund Schwarze Legion, Vater dirigiert, Der Bankdetektiv, Yankee Doodle Dandy, Zu klug für die Liebe, Hilfe, ich bin Millionär, Endlos ist die Prärie oder Das Doppelleben des Herrn Mitty zu sehen. Er spielte die wiederkehrende Rolle des Clifford Genet in acht Dr. Kildare / Dr. Gillespie Filmen. Filmkritikern wie Hal Erickson blieb er aber besonders durch seine Rolle als Briefträger Mr. Beasley in neun Filmen der Reihe Blondie (zuvor hatte er in drei weiteren Filmen der Reihe in anderen Rollen mitgewirkt) in Erinnerung. In der 15. Folge der Serie, Leave It to Blondie, übernahm er die Rolle von Irving Bacon. Die Rolle des Briefträgers, der immer wieder umgeworfen wurde, war zwar klein und manchmal Uncredited. Sie war aber sehr beliebt, wie sich zeigte, als dieser Running Gag in einem Film fehlte. Direkt nach der Veröffentlichung wurde die Produktionsfirma Columbia Pictures mit Anrufen, Telegrammen und Briefen „bombardiert“, in denen sich Fans der Serie über sein Fehlen beschwerten.
Wichtige Nebenrollen hatte Eddie Acuff in zwei Serials, 1941 neben Frances Gifford als Tom Neals Kopilot in Dschungel-Gangster und 1943 neben Kay Aldridge als der Vorarbeiter Red Kelly in Daredevils of the West. In Eddie Acuffs Karriere findet sich dagegen nur eine einzige Fernsehserie, nämlich The Lone Ranger, wo er 1950 einen Gastauftritt hatte.
Eddie Acuff starb 1956 an einem Herzinfarkt und wurde auf dem Valhalla Memorial Park in North Hollywood beerdigt.
Synchronisiert wurde Eddie Acuff unter anderem von Kurt E. Ludwig, Otto Czarski, Kurt Zips, Hans Zander und Heinz Palm.

## Filmografie (Auswahl)
- 1934: Dickschädel (Here Comes the Navy)
- 1934: Sweet Adeline
- 1935: Der Jazzkadett (Shipmates Forever)
- 1935: I Found Stella Parrish
- 1936: Der versteinerte Wald (The Petrified Forest)
- 1936: Der wandelnde Leichnam (The Walking Dead)
- 1936: Boulder Dam
- 1936: The Golden Arrow
- 1936: The Case of the Velvet Claws
- 1937: Geheimbund Schwarze Legion (Black Legion)
- 1937: They Won’t Forget
- 1937: Love Is on the Air
- 1938: Vater dirigiert (Four Daughters)
- 1938: Mein Mann, der Cowboy (The Cowboy and the Lady)
- 1938: Next Time I Marry
- 1939: Wings of the Navy
- 1939: Blondie Meets the Boss
- 1939: When Tomorrow Comes
- 1939: Die wilden Zwanziger (The Roaring Twenties)
- 1940: Nachts unterwegs (They Drive by Night)
- 1940: The Boys from Syracuse
- 1940: Das Ultimatum für Bohrturm L 9 (Flowing Gold)
- 1940: Dr. Kildare: Die Heimkehr (Dr. Kildare Goes Home)
- 1940: Spring Parade
- 1940: One Night in the Tropics
- 1940: Dr. Kildare: Verhängnisvolle Diagnose (Dr. Kildare’s Crisis)
- 1940: Der Bankdetektiv (The Bank Dick)
- 1941: Entscheidung in der Sierra (High Sierra)
- 1941: Seitenstraße (Back Street)
- 1941: Blondie Goes Latin
- 1941: Here Comes Happiness
- 1941: Dr. Kildare: Vor Gericht (The People vs. Dr. Kildare)
- 1941: Dschungel-Gangster (Jungle Girl, Serial)
- 1941: Dr. Kildare: Der Hochzeitstag (Dr. Kildare’s Wedding Day)
- 1941: Sein letztes Kommando (They Died with Their Boots On)
- 1941: In der Hölle ist der Teufel los! (Hellzapoppin’)
- 1942: Fly-by-Night
- 1942: Dr. Kildare’s Victory
- 1942: Fräulein Mama (The Lady Is Willing)
- 1942: What's Cookin’?
- 1942: Liebling, zum Diktat (Take a Letter, Darling)
- 1942: Ich will mein Leben leben (In This Our Life)
- 1942: Private Buckaroo
- 1942: Yankee Doodle Dandy
- 1942: Calling Dr. Gillespie
- 1942: Blondie for Victory
- 1942: Abbott und Costello unter Kannibalen (Pardon My Sarong)
- 1942: The War Against Mrs. Hadley
- 1942: Youth on Parade
- 1942: Dr. Gillespie’s New Assistant
- 1943: Slightly Dangerous
- 1943: Daredevils of the West (Serial)
- 1943: Hers to Hold
- 1943: Guadalkanal – die Hölle im Pazifik (Guadalcanal Diary)
- 1943: Das zweite Gesicht (Flesh and Fantasy)
- 1943: Swingtime Johnny
- 1943: Der kleine Engel (Lost Angel)
- 1944: Es geschah morgen (It Happened Tomorrow)
- 1944: Pinky und Curly (Once Upon a Time)
- 1944: Weihnachtsurlaub (Christmas Holiday)
- 1944: Bride by Mistake
- 1944: Mission im Pazifik (Wing and a Prayer)
- 1944: In the Meantime, Darling
- 1944: Irish Eyes Are Smiling
- 1944: Das Lied des goldenen Westens (Can’t Help Singing)
- 1944: Belle of the Yukon
- 1945: Eine Frau mit Unternehmungsgeist (Roughly Speaking)
- 1945: Her Lucky Night
- 1945: Leave It to Blondie
- 1945: Zu klug für die Liebe (Without Love)
- 1945: Urlaub für die Liebe (The Clock)
- 1945: Between Two Women
- 1945: Hilfe, ich bin Millionär (Brewster’s Millions)
- 1945: Diamond Horseshoe
- 1945: San Francisco Lilly (Flame of Barbary Coast)
- 1945: Der Wundermann (Wonder Man)
- 1945: Shadow of Terror
- 1945: Life With Blondie
- 1945: Ein Mann der Tat (San Antonio)
- 1946: The Flying Serpent
- 1946: Gehaßt, gejagt, gefürchtet (Renegades)
- 1946: Eine Falle für den Banditen (Bad Bascomb)
- 1947: Die Dame im See (	Lady in the Lake)
- 1947: Blondie’s Big Moment
- 1947: Endlos ist die Prärie (The Sea of Grass)
- 1947: Die widerspenstige Gattin (Suddenly It’s Spring)
- 1947: Brennende Grenze (The Fabulous Texan)
- 1947: Blondie’s Holiday
- 1947: Das Doppelleben des Herrn Mitty (The Secret Life of Walter Mitty)
- 1947: Eine Göttin auf Erden (Down to Earth)
- 1947: Black Gold
- 1947: Zwei trübe Tassen – vom Militär entlassen (Buck Privates Come Home)
- 1947: Hyänen der Prärie (Wyoming)
- 1947: Blondie in the Dough
- 1947: Blondie’s Anniversary
- 1948: Blondie’s Reward
- 1948: Leather Gloves
- 1948: Bungalow 13
- 1948: Smoky Mountain Melody
- 1948: Blondie’s Secret
- 1948: Ein Pferd namens October (The Return of October)
- 1948: Die schwarze Maske (Black Bart)
- 1948: Abrechnung in Coroner Creek (Coroner Creek)
- 1948: Silberkönig (Northwest Stampede)
- 1949: Blondie’s Big Deal
- 1949: Home in San Antone
- 1950: The Lone Ranger (Fernsehserie, Folge 1x22)
- 1951: Painting the Clouds with Sunshine
- 1952: Gauner mit weißer Weste (Stop, You’re Killing Me)